# Thằn lằn tai Ba Vì
Thằn lằn tai Ba Vì (danh pháp Tropidophorus baviensis) là một loài thằn lằn trong họ Scincidae. Loài này được Bourret mô tả khoa học đầu tiên năm 1939.